# Leskotovití
Leskotovití (Polioptilidae) jsou čeleď malých pěvců původem z Ameriky.

## Systematika
Leskotovití zahrnují následující trojici rodů:
- Ramphocaenus Vieillot, 1819,
- Microbates Sclater, PL & Salvin, 1873,
- Polioptila Sclater, PL, 1855.

Systematické postavení těchto rodů bylo v průběhu historie značně proměnlivé a starší systémy je řadily do rozličných, často sběrných ptačích čeledí. Zajímavostí je, že rody Ramphocaenus a Microbates byly až do 20. let 20. století prakticky jednoznačně pokládány za zástupce čeledi Formicariidae, tedy mezi křikavými, nikoli mezi zpěvnými pěvci. Molekulárně-fylogenetické studie považují leskotovité za sesterskou skupinu střízlíkovitých (Troglodytidae) v rámci širšího kladu Certhioidea.
Rody Ramphocaenus a Microbates jsou podle studie Smith & kol. (2018) vzájemně sesterské a tento klad je následně sesterský vůči rodu Polioptila, v rámci něhož lze rovněž rozlišit dva hlavní klady. Vnitřní systematika leskotovitých je poměrně problematická: autoři výše zmíněné práce komentují, že řada tradičně uznávaných druhů leskotovitých představuje spíše druhové komplexy, a některé z nich jsou dokonce polyfyletické.

## Popis

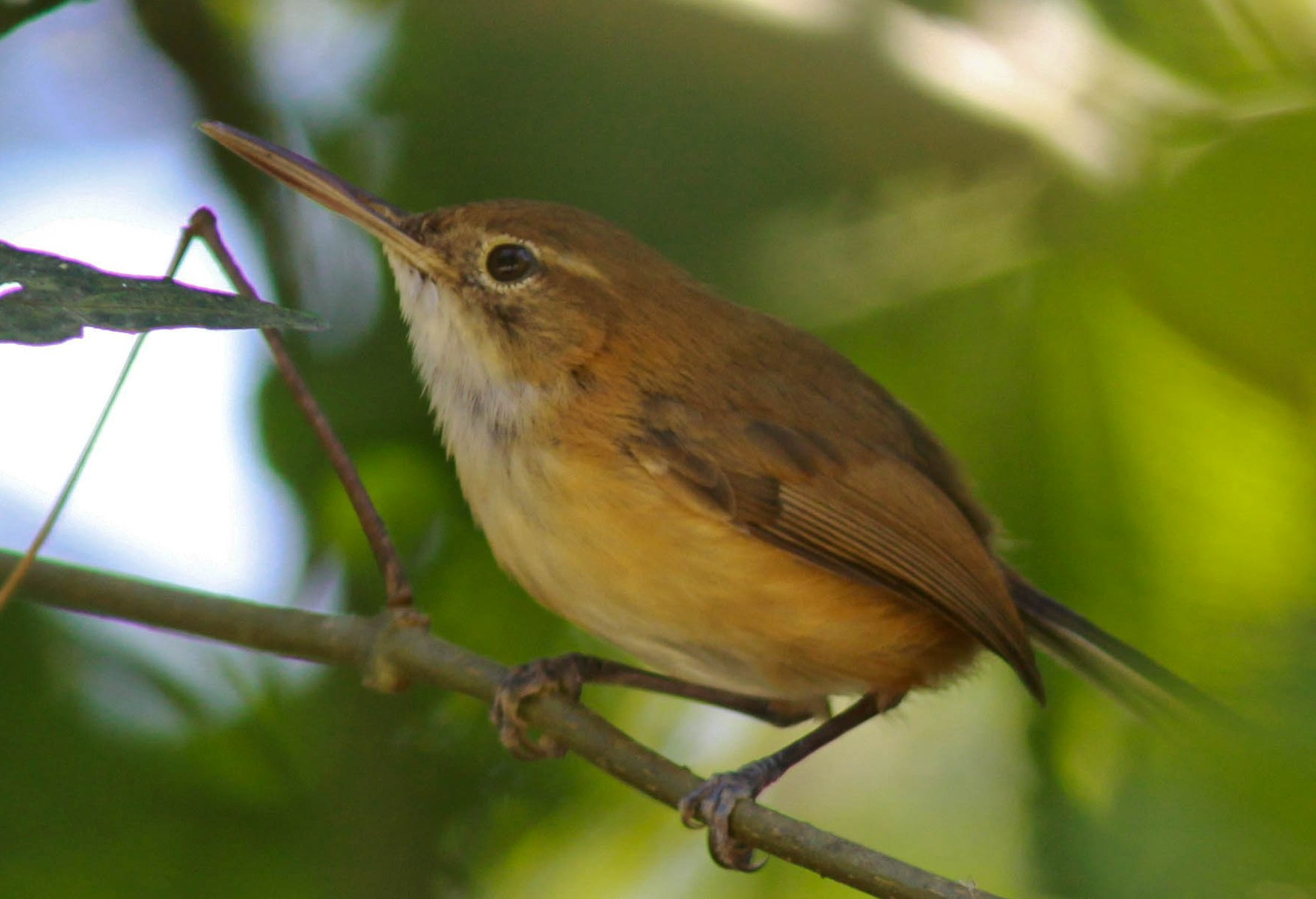
Leskot dlouhozobý (Ramphocaenus melanurus)

Leskotovití představují drobné stromové ptáky, již dosahují celkové délky pouhých 10–12 cm. Tělo je obecně velmi malé, vejčitého tvaru. Hlava je malá až středně velká, se štíhlým zobákem, u některých zástupců znatelně prodlouženým (rod Ramphocaenus). Křídla jsou na svém konci zašpičatělá, ocas je v poměru k tělu dlouhý a má bílá vnější pera. Tito ptáci s ním často potřepávají. Končetiny jsou gracilní stavby.
Zbarvení leskotovitých bývá většinou šedivé, případně hnědé. Především zástupci z rodu Polioptila vynikají stejnocenným vzhledem a jednotlivé druhy mohou být vzájemně prakticky nerozeznatelné. Pohlavní dimorfismus ohledně zbarvení se může, ale nemusí objevovat, odlišnosti v opeření lze pozorovat zejména během hnízdního období. Samicím většinou scházejí černé znaky na hlavě. Všechny tři rody sdílí přítomnost hmatových štětinek vyrůstajících u zobáku, které však mohou být pouze nevýrazné.

## Ekologie a chování

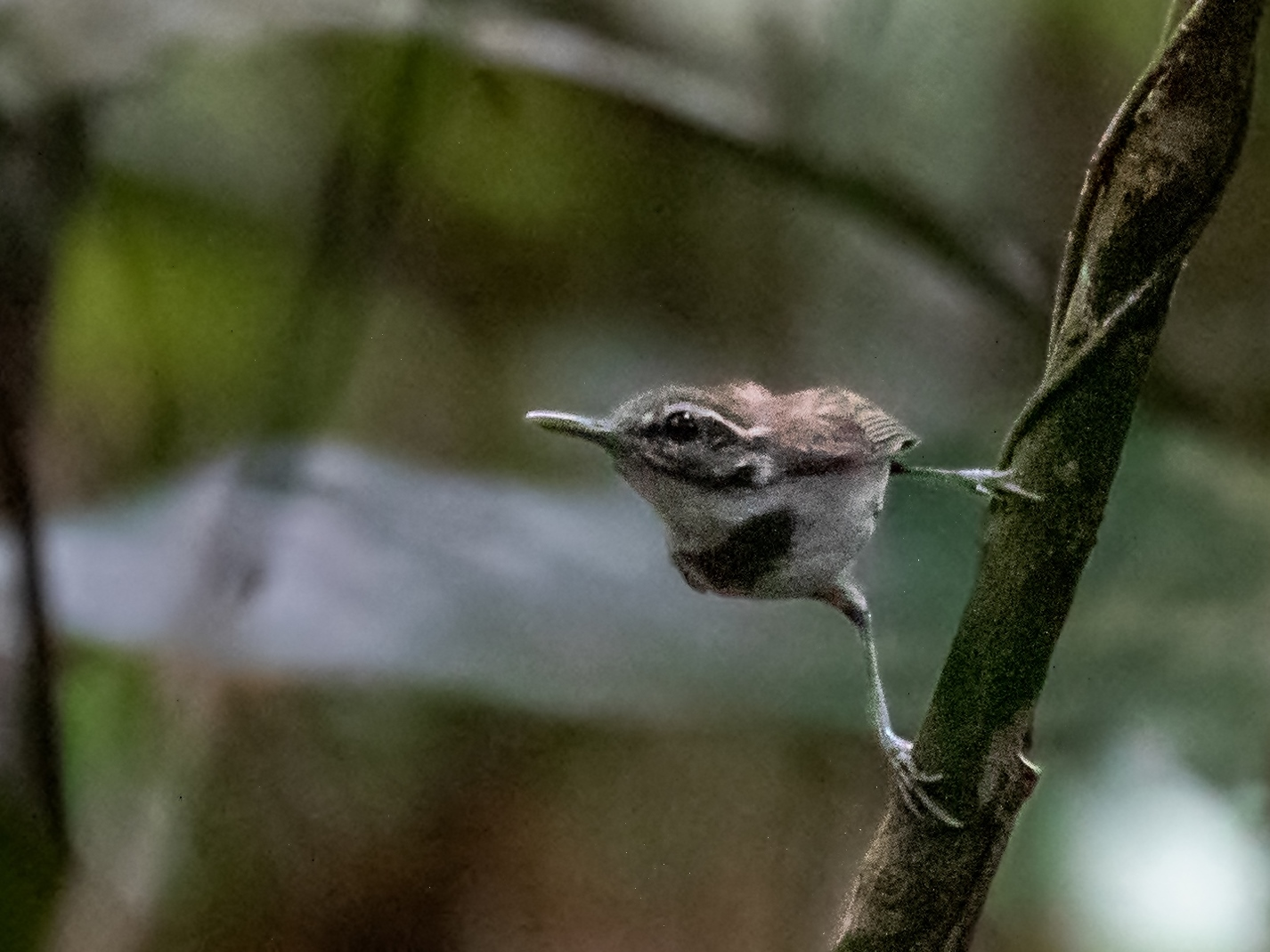
Leskot obojkový (Microbates collaris)

Leskotovití představují americké endemity. Zatímco zástupci rodů Ramphocaenus a Microbates žijí výhradně ve Střední a Jižní Americe, rod Polioptila svým areálem výskytu zasahuje až do Kanady (leskot modrošedý, odb. Polioptila caerulea). Původ celé skupiny je zřejmě jihoamerický a ke kolonizaci Severní Ameriky mohlo v případě všech rodů dojít nezávisle na sobě. Široký areál výskytu se odráží i na široké škále obývaných stanovišť, sahajících od pouštní křovinné vegetace přes trnité lesy až po tropické deštné pralesy. Jediným známým migrantem mezi leskotovitými je zmiňovaný leskot modrošedý, o jeho migračním chováním se toho však ví pouze málo.
Leskotovití se živí především hmyzem, jenž energicky sbírají z listí stromů a keřů. Mohou se sdružovat do hejn s jinými hmyzožravými ptáky.
Leskotovití obvykle vytvářejí dlouhodobě stabilní páry; v případě leskotů kalifornských (Polioptila californica) se po konci hnízdní sezóny rozchází jen asi 20 % párů. Navzdory své malé velikosti mohou být leskotovití poměrně útočnými ptáky, kteří se neváhají postavit vůči vetřelcům či domnělým predátorům. Do obrany teritoria se zapojují především – nikoli však výhradně – samci; většinou se v tomto ohledu spoléhají na hlasové projevy a vizuální signály vysílané škubáním ocasu. Hnízdní návyky se u jednotlivých rodů mírně liší. Zástupci rodu Polioptila si na stromech budují miskovitá hnízda z rostlinných vláken pospojovaných pavoučím hedvábím a zvenčí je pokrývají lišejníky; ostatní leskotovití si většinou budují hnízda v podrostu, a sice z mechu, rostlinných vláken a suchého listí. Snůška činí 2 až 5 vajec, inkubační doba 14 až 17 dní. Mláďata zůstávají na hnízdě 12 až 14 dnů a zhruba další měsíc využívají péče obou rodičů.